# 德黑蘭地鐵

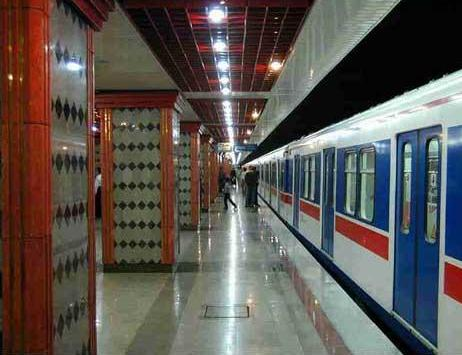
德黑蘭地鐵

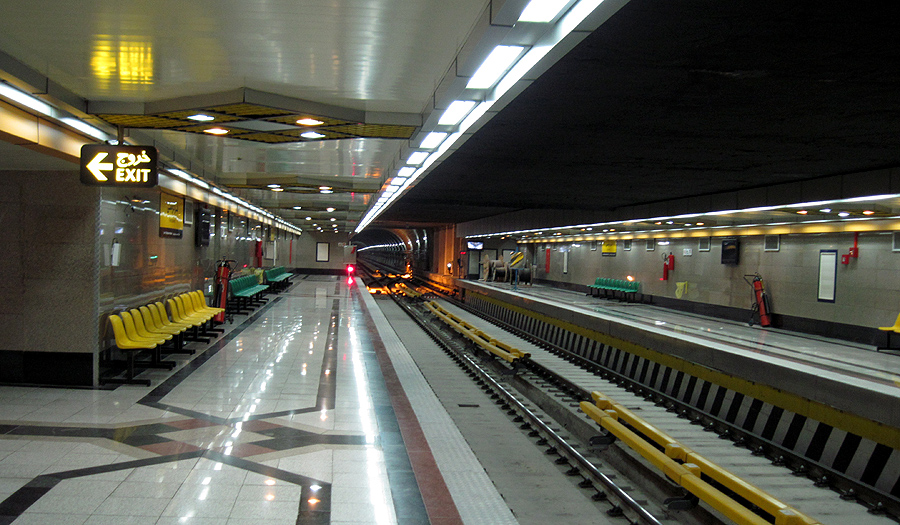
一個月台區

德黑蘭地鐵（波斯語：متروی تهران）位於伊朗首都德黑蘭，是中東地區的第一個地鐵系統，建築時間超過20年，目前有6條線，119個站，里程达211.5km。它在1970年代初期計劃，原先有七條路線的規劃，大約在1970年代中期動工，由法國公司SOFRETU及RATP負責興建。但後來由於伊朗伊斯兰革命把巴列維王朝推翻，之後又發生两伊战争，迫使德黑蘭地鐵的興建被擱置，在當時，有不少路線的土木工程都已經完工，就只差未鋪設路軌、電機系統等。直到1990年代後期，再由中國中信集團接手興建，於2000年2月12日通車。

## 路線
| 路线         | 通车日期     | 长度（公里）       | 站数     | 类型     |
| ------------ | ------------ | ------------------ | -------- | -------- |
| 1            | 2001         | 67.9 km（42.2 mi） | 32       | 地铁     |
| 2            | 2000         | 24.6 km（15.3 mi） | 22       | 地铁     |
| 3            | 2012         | 33.7 km（20.9 mi） | 25       | 地铁     |
| 4            | 2008         | 23.0 km（14.3 mi） | 22       | 地铁     |
| 5            | 1999         | 67.5 km（41.9 mi） | 12       | 通勤铁路 |
| 6            | 2019         | 16.5 km（10.3 mi） | 13       | 地铁     |
| 7            | 2017         | 20.5 km（12.7 mi） | 19       | 地铁     |
| 地铁总长度： | 地铁总长度： | 155.8 km（97 mi）  | 133      |          |
| 总计：       | 总计：       | 253.7 km（158 mi） | 145      |          |
| 埃斯蘭夏爾   | 建设中       |                    | 6(规划)  | 地铁     |
| 8            | 规划         |                    | 34(规划) | 地铁     |
| 9            | 规划         |                    | 39(规划) | 地铁     |
| 10           | 建设中       |                    | 35(规划) | 地铁     |
| 11           | 规划         |                    | 17(规划) | 地铁     |

## 鐵路藝術
德黑蘭地鐵車的藝術主要為現代藝術和傳統結合的波斯藝術。

## 使用车辆
- DKZ2型
- DKZ3型
- DKZ11型
- 上海电气型
- TM3型動車組電力機車（城郊鐵路牽引機車）

## 意外
- 2006年7月18日，在Toupkhaneh車站旁的20米寬廣場突然塌下，幸而沒有人傷亡，但車站花了不少時間進行維修。

## 外部連結
- 德黑蘭地鐵主頁